# Heather Simmons-Carrasco
Heather Lee Simmons-Carrasco (* 25. Mai 1970 in Mountain View, Kalifornien) ist eine ehemalige US-amerikanische Synchronschwimmerin.

## Erfolge
Heather Simmons-Carrascos Karriere war insbesondere in den 1990er-Jahren sehr erfolgreich verlaufen. 1991 gewann sie bei den Weltmeisterschaften in Perth mit der Mannschaft die Goldmedaille vor den Mannschaften Kanadas und Japans. Im selben Jahr belegte sie mit der Mannschaft beim Weltcup in Bonn ebenfalls Platz eins und wiederholte diesen Erfolg 1993 beim Weltcup in Lausanne. 1994 folgte im Mannschaftswettbewerb der Weltmeisterschaften in Rom zunächst die erfolgreiche Verteidigung des Titels aus dem Jahr 1991. Eine weitere Goldmedaille gewann Simmons-Carrasco mit der US-amerikanischen Synchronmannschaft bei den Panamerikanischen Spielen 1995 in Mar del Plata. Sie verwiesen dabei Kanada auf Rang zwei und Mexiko auf Rang drei. In Atlanta gewann Simmons-Carrasco mit der Mannschaft 1995 ihre dritte Goldmedaille bei einem Weltcup.
Bei den Olympischen Spielen 1996 in Atlanta gehörte Simmons-Carrasco ebenfalls zum Aufgebot der Vereinigten Staaten im Mannschaftswettbewerb. Zusammen mit Suzannah Bianco, Tammy Cleland, Becky Dyroen-Lancer, Emily LeSueur, Heather Pease, Jill Savery, Nathalie Schneyder, Jill Sudduth und Margot Thien gelang ihr mit 99,720 Punkten das beste Ergebnis des Wettkampfs, womit die US-Amerikanerinnen Olympiasiegerinnen wurden. Sie erhielten vor den Kanadierinnen, die mit 98,367 Punkten Silber gewannen, und vor den mit 97,753 Punkten drittplatzierten Japanerinnen die Goldmedaille.
Simmons-Carrasco studierte am West Valley College, einem Community College im Norden Kaliforniens. Nach ihrer eigenen Sportlerinnenkarriere bei den Santa Clara Aquamaids wurde sie Trainerin der Mannschaft. Im selben Jahr wurde sie auch Nationaltrainerin.